# SN 2001hd
SN 2001hd – supernowa typu Ia odkryta 18 kwietnia 2001 roku w galaktyce A154535+0816. W momencie odkrycia miała maksymalną jasność 22,80m.